# Boarmia aculeata
Boarmia aculeata là một loài bướm đêm trong họ Geometridae.